# Ralf Knaesel
Ralf Knaesel (Blumenau, 21 de setembro de 1930 – 2 de junho de 1980) foi um político brasileiro.

## Vida
Filho de Walter Knaesel e de Berta Knaesel. Casou com Irma Knaesel e tiveram filhos, entre eles Gilmar Knaesel.

## Carreira
Foi deputado à Assembleia Legislativa de Santa Catarina na 7ª legislatura (1971 — 1975), eleito pela Aliança Renovadora Nacional (ARENA).